# La raccolta completa delle sigle TV
La raccolta completa delle sigle TV è una doppia raccolta che contiene tutte le sigle composte dal gruppo I Cavalieri del Re, con l'aggiunta del provino del brano Coccinella, qui cantato da Riccardo Zara, ed i jingle di RadioAnimati.

## Le tracce
CD1:
1. La spada di King Arthur
2. Sasuke
3. Lady Oscar
4. Chappy
5. L'uomo tigre
6. Superauto mach 5 go! go! go!
7. Kimba
8. Il libro Cuore
9. L'isola dei Robinson
10. Nero, cane di leva
11. Yattaman
12. Moby Dick 5
13. Calendar Men
14. Le avventure di Gamba
15. La ballata di Fiorellino
16. Lo specchio magico
17. Godam
18. Ugo il re del judo
19. Nino il mio amico ninja

CD2:
1. Coccinella
2. Devil Man
3. Ransie la strega
4. Gigi la trottola
5. I predatori del tempo
6. Il fichissimo del baseball
7. Caro fratello...
8. Il piccolo vichingo
9. Piccolo Banner
10. Le avventure di Tommy e Huck
11. Robot X Bomber
12. Il fantomatico Lupin
13. Dolce Sandybell
14. Coccinella (provino Riccardo Zara)
15. I jingle di RadioAnimati